# Чинија
Чинија или здела је округла посуда, најчешће од порцелана, која служи за припремање или сервирање хране. Због свог купастог облика, чиније се лако могу држати у руци без бојазни да ће се просути оно што се у њима налази. Величина и дубина чинија може бити различита.
Прве чиније су се појавиле у Кини, Античкој Грчкој и на Криту.  Данас се чиније поред порцелана праве од керамике (грнчарија), стакла, метала, дрвета, пластике и других материјала.
У пиротском крају још се по негде за чинију задржао назив паница (Гастрономија пиротског краја).

## Галерија
- Чинија за супу из Таковског дворца (са поклопцем, тацном и кашиком), порцелан, позлата. Чинија (висина 18 цм), тацна (пречник 19 цм), кашика (дужина 18 цм), крај 19. века
- Чинија за воће из Таковског дворца, порцелан (Жолнаи), ливење, висина 6 цм, пречник 28,5 цм, крај 19. века
- Средњовековна чинија из Пећи
- Кинеска чинија из периода 1426-1435 п. н. е.
- Украсна чинија, колекција керамике у Музеју Семберије у Бијељини